# Knowshon Moreno
(en) Statistiques sur pro-football-reference
Knowshon Rockwell Moreno, né le 16 juillet 1987 à Belford (New Jersey), est un joueur américain de football américain évoluant au poste de porteur de ballon (running back).

## Biographie
Étudiant à l'université de Géorgie, il joua pour les Bulldogs de la Géorgie.
Il fut repêché en 2009 à la 12e place (premier tour) par les Broncos de Denver. Il signe un contrat de cinq ans à 16,7 millions de dollars US. Il reprend le numéro 27 du défunt Darrent Williams, avec l'accord de la mère de Darrent et quelques heures mensuelles de bénévolat dans un centre pour enfants fondé en mémoire de Darrent, le Darrent Williams Teen Center.
En 2014, il signe aux Dolphins de Miami.

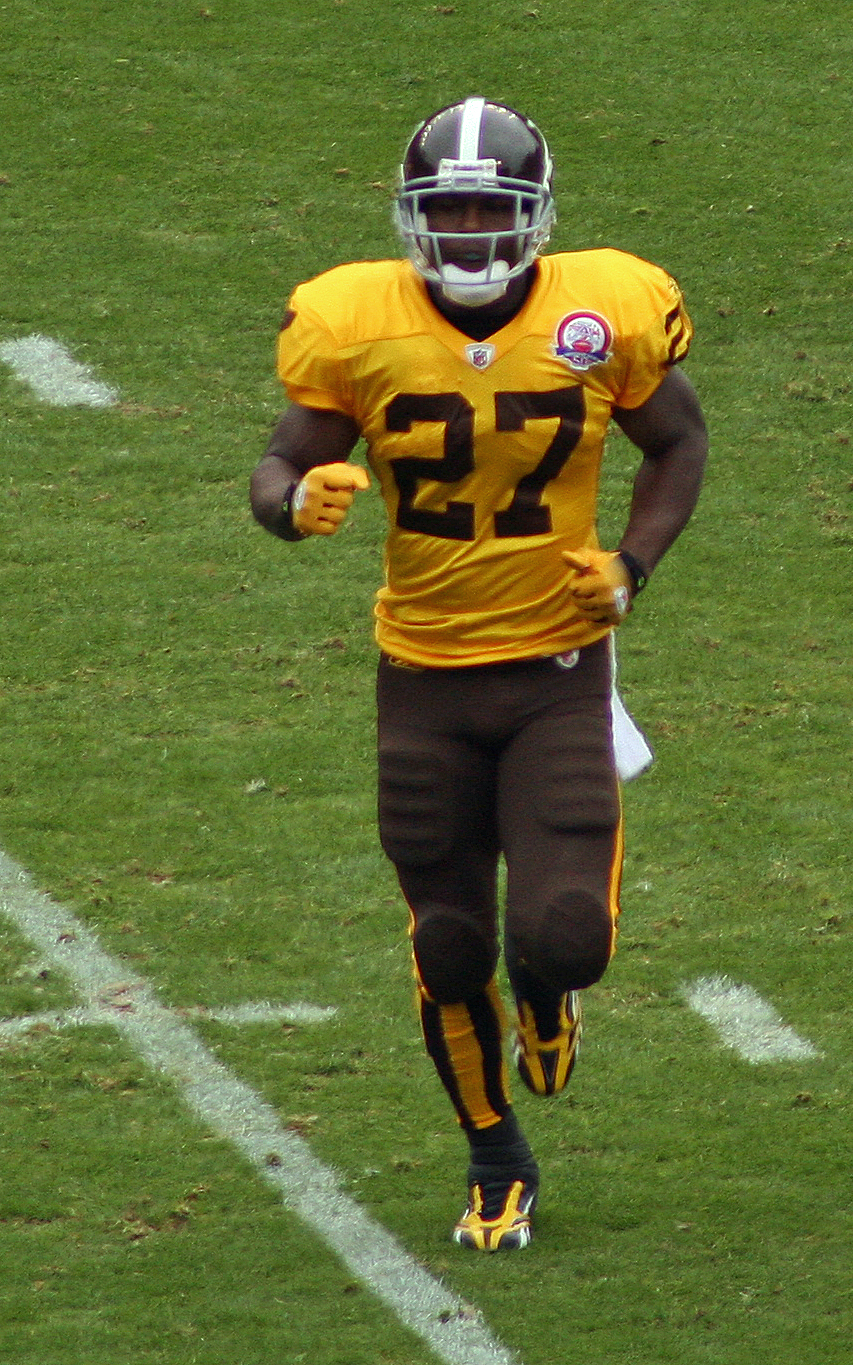
Knowshon Moreno